# São Tomé (São Tomé e Príncipe)
A região da baía de Ana Chaves, em 2020.
São Tomé é a capital e maior cidade de São Tomé e Príncipe, na África Ocidental, capital do distrito de Água Grande, um dos sete em que o país está dividido. Sua população estimada em 2008 era de 56.945 habitantes. A cidade está localizada na costa nordeste da Ilha de São Tomé, no Oceano Atlântico.
A cidade destaca-se como sendo o principal porto do país e domina a exportação de cacau, madeira e bananas. Por sua localização bem próxima à linha do equador, apresenta um clima quente e húmido a maior parte do ano.

## História
Até à chegada dos portugueses, por volta de 1470, a ilha de São Tomé era desabitada. O clima húmido sob a linha do Equador facilitou a que se instalassem na ilha, favorecendo a sua colonização e o cultivo da cana de açúcar. A sua proximidade com o Reino do Congo favoreceu desde uma eventual fonte de trabalhadores africanos até à aquisição de escravos para as plantações da cana.
A cidade de São Tomé foi fundada pelos portugueses em 1485. O local escolhido para a sua implantação deve-se à proximidade a uma baía abrigada (baía de Ana Chaves), com boas condições para a criação de um porto natural e as condições topográficas permitiam facilmente a implantação de pontos de defesa. O abastecimento de água potável às populações era feito na ribeira aí existente (ribeira Água Grande). O aglomerado prosperou durante os primeiros anos em torno dos engenhos de açúcar e do porto, dando origem, posteriormente, à cidade de São Tomé.
No contexto da Dinastia Filipina, em 1599, a cidade foi ocupada pelos holandeses por dois dias e novamente em 1641 por um ano. Foi então capital da colónia até 1753 e, novamente, desde 1852 até aos nossos dias.
Em 1975, tornou-se a capital do país.

## Geografia

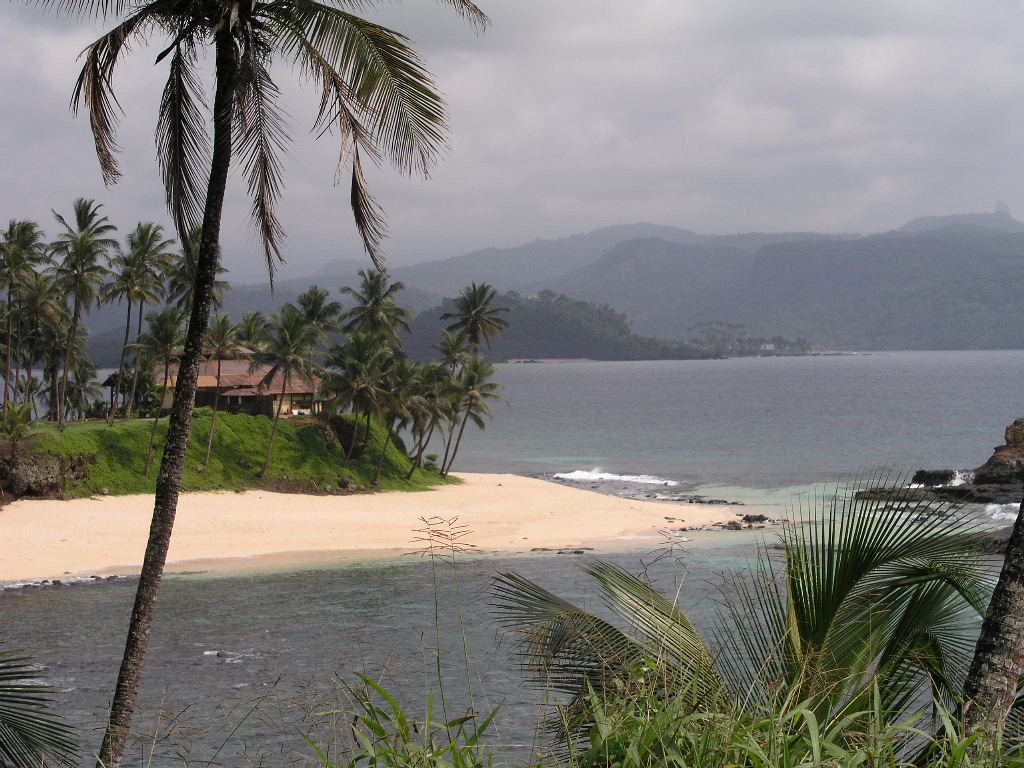
Paisagem da praia em São Tomé.

As ilhas de São Tomé e Príncipe, situada na região equatorial do Atlântico a cerca de 300 e 250 km (200 mi. E 150 mi.), respectivamente, ao largo da costa nordeste do Gabão, constituem o segundo menor país da África. Ambos fazem parte de uma cordilheira de um vulcão extinto,  que também inclui a ilha de Bioko na Guiné Equatorial, ao norte e Monte Camarões sobre a costa oeste africana.
A ilha de São Tomé possui 50 km (31 mi.) de comprimento e 32 km (20 mi.) de largura e é a mais montanhosa das duas ilhas. Seus picos atingem  2.024 metros (6.640 pés). Já a ilha do Príncipe possui cerca de 30 km (19 mi.) de comprimento e  6 km (4 mi.) de largura. Rápidos córregos radiantes descem as montanhas  através de exuberante floresta e atravessam lavouras em direção ao mar.
Como um importante porto, São Tomé está localizado na baía de Ana Chaves, no nordeste da ilha de São Tomé; administrativamente o ilhéu das Cabras, que fica perto da costa, também faz parte de São Tomé. São Tomé está situado no nordeste de Trindade, a sudeste de Guadalupe e noroeste de Santana.

### Clima
São Tomé apresenta um clima tropical quente e seco com uma estação chuvosa prolongada e uma curta época seca. A época de chuvas vai de outubro a maio, enquanto que os meses secos vão de junho a setembro.

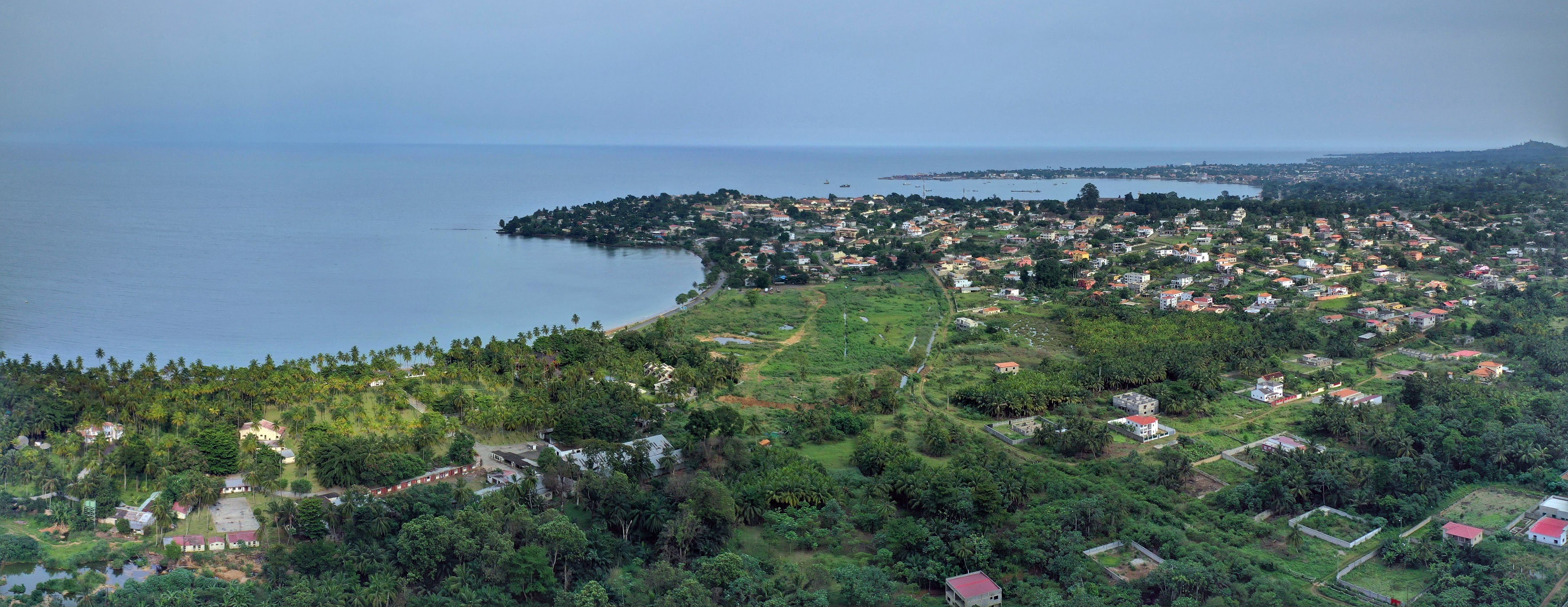
Baía de Ana Chaves

A média de precipitação de São Tomé está por volta de 1.000 milímetros anuais e suas temperaturas médias oscilam entre 22 e 30 ºC ao longo do ano.
| Dados climatológicos para São Tomé | Dados climatológicos para São Tomé | Dados climatológicos para São Tomé | Dados climatológicos para São Tomé | Dados climatológicos para São Tomé | Dados climatológicos para São Tomé | Dados climatológicos para São Tomé | Dados climatológicos para São Tomé | Dados climatológicos para São Tomé | Dados climatológicos para São Tomé | Dados climatológicos para São Tomé | Dados climatológicos para São Tomé | Dados climatológicos para São Tomé | Dados climatológicos para São Tomé |
| Mês                                | Jan                                | Fev                                | Mar                                | Abr                                | Mai                                | Jun                                | Jul                                | Ago                                | Set                                | Out                                | Nov                                | Dez                                | Ano                                |
| ---------------------------------- | ---------------------------------- | ---------------------------------- | ---------------------------------- | ---------------------------------- | ---------------------------------- | ---------------------------------- | ---------------------------------- | ---------------------------------- | ---------------------------------- | ---------------------------------- | ---------------------------------- | ---------------------------------- | ---------------------------------- |
| Temperatura máxima recorde (°C)    | 32                                 | 33                                 | 33                                 | 33                                 | 32                                 | 31                                 | 31                                 | 31                                 | 32                                 | 32                                 | 32                                 | 32                                 | 33                                 |
| Temperatura máxima média (°C)      | 30                                 | 30                                 | 31                                 | 30                                 | 29                                 | 28                                 | 28                                 | 28                                 | 29                                 | 29                                 | 29                                 | 29                                 | 29                                 |
| Temperatura mínima média (°C)      | 23                                 | 23                                 | 23                                 | 23                                 | 23                                 | 22                                 | 21                                 | 21                                 | 21                                 | 22                                 | 22                                 | 22                                 | 22                                 |
| Temperatura mínima recorde (°C)    | 20                                 | 20                                 | 20                                 | 20                                 | 19                                 | 19                                 | 19                                 | 19                                 | 19                                 | 19                                 | 19                                 | 19                                 | 19                                 |
| Precipitação (mm)                  | 81                                 | 107                                | 150                                | 127                                | 135                                | 28                                 | 0                                  | 0                                  | 23                                 | 109                                | 117                                | 89                                 | 966                                |
| Fonte: BBC Weather Agosto de 2010  |                                    |                                    |                                    |                                    |                                    |                                    |                                    |                                    |                                    |                                    |                                    |                                    |                                    |

### Demografia e religião
A maioria da população tomense é cristã, sendo que a maior denominação do tipo é a Igreja Católica Romana (representada pela Diocese de São Tomé e Príncipe), existindo também um número considerável de cristãos-protestantes da Igreja Universal do Reino de Deus, Igreja Assembléia de Deus Missão e da Igreja Adventista do Sétimo Dia.

## Economia

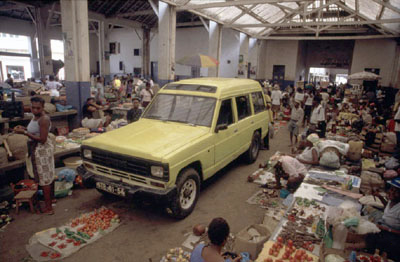
Mercado em São Tomé.

A economia da cidade gira em torno de atividades de comércio e de serviços, sendo que neste último sector económico, as atividades logísticas têm peso ímpar, graças a existência do maior porto do país, o porto de Ana Chaves, concentrado e exportação de cacau e banana.
Na cidade também está o Palácio Presidencial, um cinema e dois mercados, uma estação de rádio, um hospital e um aeroporto internacional. A cidade de São Tomé é também o centro da rede de transportes e estradas da ilha.

## Infraestrutura

### Transportes
A cidade se une com as demais localidades através de várias estradas, ainda que a via de comunicação principal é a rodovia que percorre o perímetro da ilha.
O caráter insular da nação faz com que a infraestrutura logística mais vital para a capital seja o porto de Ana Chaves, que permite ligação com o porto de Santo António do Príncipe, e com a principais rotas de abastecimento do país com o continente e o mundo.
A cidade tem no Aeroporto Internacional de São Tomé (IATA: TMS, ICAO: FPST) uma de suas principais infraestruturas de transporte e logística, servindo a população tomense e o restante do país de voos nacionais e internacionais.

### Educação
A cidade possui duas das mais importantes escolas da nação, sendo o Liceu Nacional de São Tomé e Príncipe e a Escola Preparatória Patrice Lumumba; sedia ainda a Universidade de São Tomé e Príncipe, possuindo três dos quatro campi da instituição.

## Cultura e lazer
Detentora de um imenso património cultural e arquitetónico, destaca-se a sua catedral, datada do século XVI. Outro antigo edifício de interesse é o Forte São Sebastião, construído em 1575, e onde atualmente se encontra instalado o Museu Nacional de São Tomé.
- Alfândega;
- Câmara;
- Cadeia;
- Fortaleza de S. Sebastião (meados do século XVI);
- Igreja de São João;
- Igreja da Madre de Deus;
- Igreja de Santo Amaro;
- Capela de São Sebastião;
- Real Hospício de Santo António dos Capuchinhos Italianos;
- Igreja da Conceição;
- Forte de São Jerónimo;
- Forte de São José.

### Século XX
- Antigo cineteatro Império (actual cineteatro Marcelo da Veiga);
- Arquivo histórico;
- Mercado municipal;
- Palácio presidencial (onde existiu a Torre do capitão de 1492/1493);
- Sé de São Tomé - 1956 (antiga Igreja Matriz de Nossa Senhora da Graça);
- Tribunal (antiga Misericórdia, igreja e hospital);
- Liceu Nacional;
- Companhia Santomense de Telecomunicações;
- Banco Internacional de São Tomé e Príncipe;
- Embaixada de Portugal.

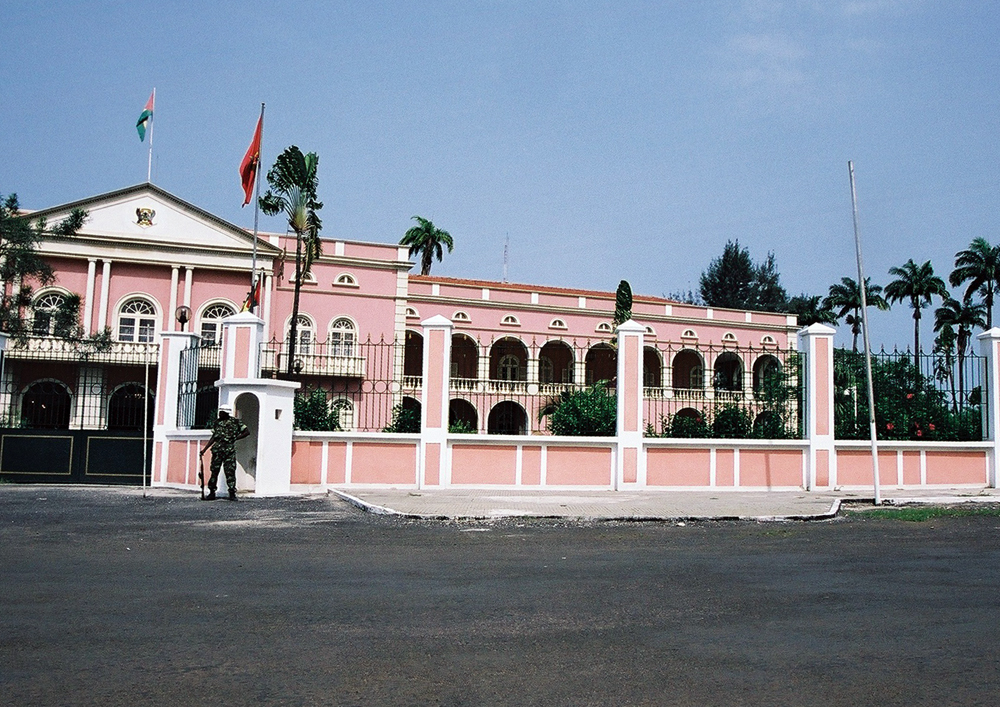
Palácio presidencial
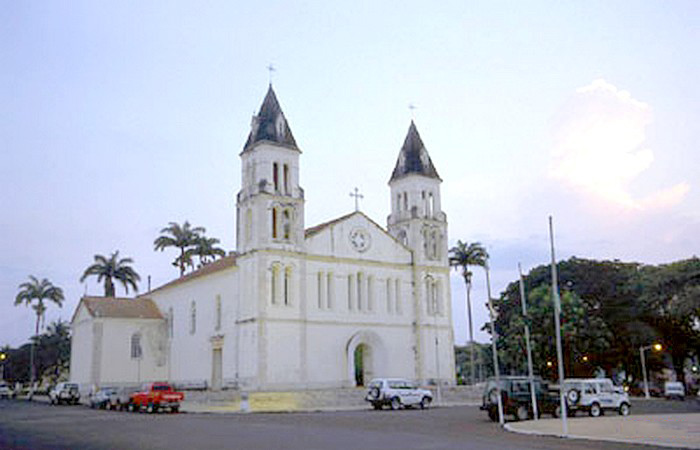
Sé
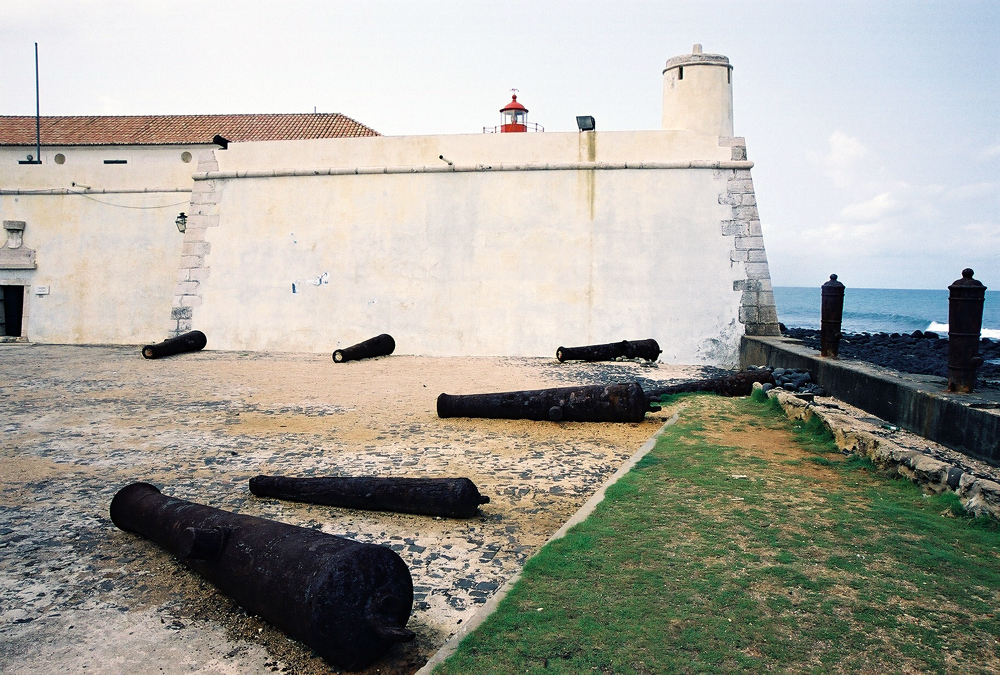
Forte de São Sebastião
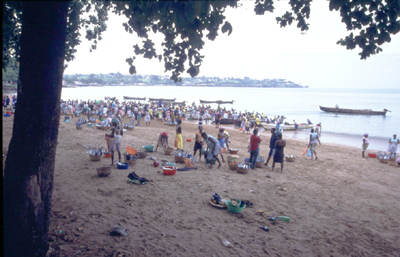